# Gösta Lindeberg
Sten Gösta Lindeberg, född den 15 april 1910 i Lund, död där den 11 oktober 1995, var en svensk historiker och politiker. Han var son till Gustaf Lindeberg.
Efter studentexamen 1927 blev Lindeberg filosofie magister i Lund 1931, filosofie licentiat 1937, filosofie doktor 1942 och  docent i historia vid Lunds universitet samma år. Han var lärare vid Lunds privata elementarskola 1934–58 och genomförde provår vid Katedralskolan 1941. Han var lektor vid folkskoleseminariet i Lund 1945–60 samt i högstadiets metodik vid Lärarhögskolan i Malmö från 1960. Han var initiativtagare till Utrikespolitiska föreningen i Lund, bildad 1935. Lindeberg var även kommunpolitiker i Lund för Centerpartiet och under tre år, januari 1974 till december 1976, kommunstyrelsens ordförande i Lunds kommun. Han vilar på Norra kyrkogården i Lund.